# L’Aiguillon-sur-Mer
L’Aiguillon-sur-Mer – miejscowość i gmina we Francji, w regionie Kraj Loary, w departamencie Wandea.
Według danych na rok 1990 gminę zamieszkiwało 2175 osób, a gęstość zaludnienia wynosiła 249 osób/km² (wśród 1504 gmin Kraju Loary L’Aiguillon-sur-Mer plasuje się na 264. miejscu pod względem liczby ludności, natomiast pod względem powierzchni na miejscu 1058.).